# Laura Tyson
Laura D'Andrea Tyson (Bayonne, 28 giugno 1947) è una politica ed economista statunitense, professore presso la Haas School of Business dell'Università della California, Berkeley. È stata presidente del Consiglio dei consiglieri economici del presidente degli Stati Uniti durante l'amministrazione Clinton e direttrice del National Economic Council.

## Biografia
Figlia di un contabile italoamericano e di una casalinga di origini svedesi, Tyson si è laureata con la lode in Economia presso lo Smith College nel 1969 e ha conseguito il dottorato di ricerca in Economia presso il Massachusetts Institute of Technology nel 1974. Il suo consulente di dottorato era Evsey Domar.  È entrata a far parte della facoltà del dipartimento di economia dell'Università di Princeton nel 1974 e rimase in quel ruolo  fino al 1977 quando divenne professore di economia presso l'Università della California, Berkeley. È stata nominata professore di economia aziendale nel 1990.

## Carriera
Dal 2002 al 2006, Tyson è stata la prima donna preside della London Business School. Dal 1998 al 2001 è stata preside della Haas School of Business. Ha prestato servizio nell'amministrazione Clinton come presidente del Consiglio dei consiglieri economici del presidente dal 1993 al 1995. È stata a favore del GATT, sostenendo con Sir James Goldsmith  che i posti di lavoro americani sarebbero aumentati grazie all'accordo commerciale.

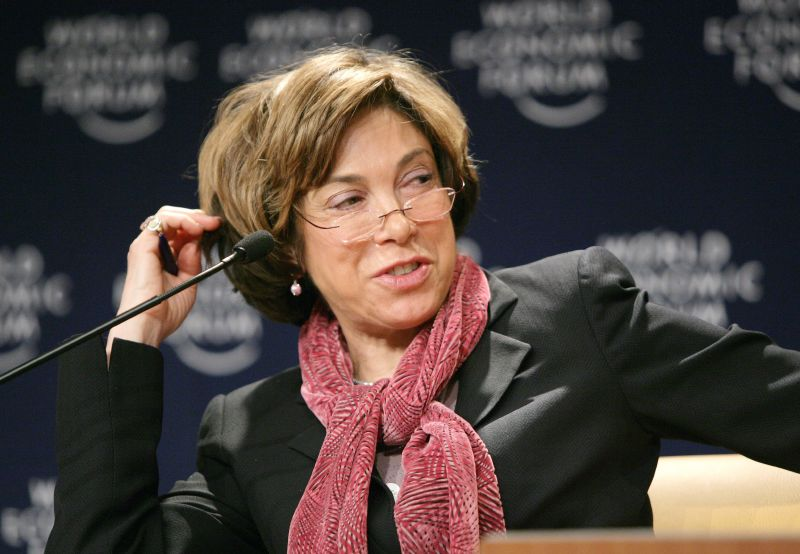
Tyson al "World Economic Forum" a Davos, Svizzera nel 2007

Oltre ad essere stata direttrice del National Economic Council e del Council of Economy Advisors (Concilio dei Consulenti Economici), la Tyson ha fatto parte dei consigli di amministrazione di moltissime aziende, fra cui la AT&T, la Morgan Stanley e la Eastman Kodak; inoltre scrive spesso per il Washington Post, il New York Times e BusinessWeek. Ha anche pubblicato una serie di libri sulla competitività industriale, il commercio e sulle economie dell'Europa centrale e le loro transizioni verso i sistemi di mercato.
Oltre alla sua cattedra alla UC Berkeley, Tyson è anche membro del Board of Trustees presso il Blum Center for Developing Economies della UC Berkeley. Il Centro è focalizzato sulla ricerca di soluzioni per affrontare la crisi della povertà estrema e delle malattie nei paesi in via di sviluppo. È entrata a far parte di Berkeley Research Group, LLC, una società di consulenza di servizi esperti co-fondata da David Teece, come consulente speciale nel 2010.
Dal 2012, Tyson ha scritto rubriche mensili per l'organizzazione mediatica internazionale Project Syndicate.
Nel novembre 2013, Tyson ha fondato l'Institute for Business and Social Impact presso l'Università della California, Berkeley, Haas School of Business.